# Eucereon complicatum
Eucereon complicatum là một loài bướm đêm thuộc phân họ Arctiinae, họ Erebidae.